# Амасонас (Венесуела)
Амасонас (ісп. Amazonas) — один з 23 штатів Венесуели.
Назва штату походить від назви річки Амазонка.